# 有沢未希
1991年8月15日 - ）は、日本の女優。

## 来歴
神奈川県横浜市出身。浄土真宗の寺の娘として生れる。
日出女子学園高等学校を経て、東洋英和女学院大学を卒業。大学時に女優を始める。
所属事務所をキティとし演劇を本格的に始め、舞台「余白な僕ら」（出演：山崎画大・真山奈緒・はねゆり・阿部桃子）などの代表作で注目を集める。
2015年6月より韓国の西江大学韓国語教育院に留学。主に、舞台を中心として活動中。

## 人物
韓国の西江大学韓国語教育院4級まで勉強したため、韓国語は日常会話程度話すことができる。

## 出演

### 舞台
- 劇団たいしゅう小説家Present's『余白な僕ら』（2013年、新宿スペースゼロ）
- 劇団オオシロピンノ『あっちむいて!boy!～ボーイズラブどっきり大作戦』（下北沢空間リバティ） - 美羽 役
- 劇団オオシロピンノ 胸騒ぎのALIVE『薔薇はもちろんない質屋』（方南会館） - みきこ 役
- Airstudioプロデュース『レジェンド』（脚本：藤森一朗/演出：大橋由紀子、東銀座エアースタジオ） - フェイ 役
- irstudioプロデュース公演『ジパング』（脚本：八鍬健之介/演出：今田尚志、東銀座エアースタジオ） - 上野智恵子 役
- 空感エンジンプロデュース公演『LIFE～午後になったら好きなことしよう』（脚本・演出：野口麻衣子、東銀座エアースタジオ） - サチ 役
- 空感エンジンプロデュース公演『SAKURA』（脚本：藤森一朗/演出：今田尚志、東銀座エアースタジオ） - 田上春 役
- ArtroidTheater vol.2『After Dinner Party』（脚本：腹垣史/演出：小林一喜、荻窪　OMEGATOKYO） - 梗 役
- f.a.s.プロデュース『PHENOMENON』（脚本・演出：河上創達、新宿シアターミラクル） - 主役：ひかり 役
- 劇団かさぶた 始終公演『DaybyDay』（下北沢offoffシアター）
- 第4回タタカッテシネ公演『ボンゴレビアンコ』（千本桜ホール）
- Kitty Presents COUNTDOWN2013-2014-『kittyでないと!／Limiter』（川崎クラブチッタ）

### TV
- スカパーpigooドラマ「リベンジ女子」

## 関連人物
- 阿部桃子
- 山崎画大
- 櫻田愛実
- はねゆり